# 繁羽
繁羽（？—？），繁氏，名羽，赵罗的御戎。
前493年，赵氏在铁丘与为范氏运量的齐郑联军开战，繁羽担任赵罗的御戎，宋勇做车右。赵罗没有勇气，别人用绳子把他捆在车上。军吏询问原因，繁羽回答说：“他疟疾发作躺下了。”